# Az Egyesült Nemzetek Szervezete Biztonsági Tanácsának 1973. számú határozata
Az Egyesült Nemzetek Szervezete Biztonsági Tanácsának 1973. számú határozatát a líbiai polgárháborúval kapcsolatban 2011. március 17-én fogadták el. A határozattervezetet Franciaország, Libanon és az Egyesült Királyság terjesztette elő.
Az ENSZ BT 10 tagja (Bosznia-Hercegovina, Kolumbia, Gabon, Libanon, Nigéria, Portugália, Dél-Afrika, Franciaország, az Egyesült Királyság és az Amerikai Egyesült Államok) a határozat mellett szavazott. Öt tag – Brazília, Németország, India és két állandó tag, Kína és Oroszország – tartózkodott.
A határozat azonnali tűzszünetet ír elő, valamint kijelöli a líbiai repüléstilalmi zóna határait, és felhatalmazza a külföldi csapatokat, hogy mindent megtegyenek a civilek védelme érdekében.

## A határozat

### Főbb előírások
Az ENSZ Alapokmányának VII. fejezetében adott felhatalmazása alapján meghozott határozat
- mihamarabbi tűzszünetet szorgalmaz, és azt, hogy mihamarabb érjen véget a civilek elleni erőszaksorozat;
- Repüléstilalmi zónát jelöl ki Líbia felett;
- külföldi megszálló erőkön kívül minden lehetséges eszköz bevetését engedélyezi a civilek, valamint az általuk lakott területek védelme érdekében;
- kiterjeszti a fegyverembargót és a zsoldosok megérkezésének ellenőrzését. Most már erőszakkal is át lehet kutatni hajókat, valamint repülőgépeket is;
- megtiltja a líbiai repülőgépek használatát;
- befagyasztja a líbiai hivatalok számláit, és megerősíti, hogy a számlák egyenlegeit a líbiaiak javára kell fordítani
- kiterjeszti az ENSZ BT 1970. számú határozatában foglalt utazási korlátozást és számlazárolást;
- szakértőkből egy ellenőrző bizottságot állít fel a szankciók betartatására.

### A Kadhafi-ellenes seregek felfegyverzése
Ennek fényében az 1970. számú határozat 9. cikke által létrehozott fegyverembargó miatt Líbiában senkinek nem lehetne fegyvert értékesíteni. A határozattal úgy módosították az 1970. számú határozat szövegezését, hogy a civilek védelme érdekében szabad fegyvereket értékesíteni Líbiába. Hillary Clinton azzal érvelt a módosítás mellett, hogy előtte nem lehetett fegyvert szállítani a Kadhafi ellen lázadóknak, de a módosítás után ezt már semmi nem gátolja.

## A szavazás
| Támogatta (10) | Tartózkodott (5)                                      | Ellenezte (0) |
| --- | ----------------------------------------------------- | ------------- |
| - Amerikai Egyesült Államok - Bosznia-Hercegovina - Egyesült Királyság - Franciaország - Gabon - Kolumbia - Libanon - Nigéria - Portugália - Dél-afrikai Köztársaság | - Brazília - India - Kína - Németország - Oroszország |               |

 * A Biztonsági Tanács állandó tagjainak a neve félkövérrel van szedve
.
Oroszországnak és Kínának fenntartásai voltak a repüléstilalmi zóna bevezetésével. Többek között a célszerűséget kifogásolták. Ezen kívül azt is nehezményezték, hogy a többi lehetséges eszköz bevetése nélkül rögtön csapatokat vezényelnek a térségbe. Azonban figyelembe vették a Líbiában fennálló speciális helyzetet és az Arab Liga kérését, így a szavazásnál végül tartózkodtak. A Biztonsági Tanács afrikai tagállamai üdvözölték a beavatkozást, és a szövegtervezetet támogatták.
Másnap Angela Merkel kancellár azt mondta, Németország nem vesz részt a katonai beavatkozásban, de hozzátette, hogy fenntartások nélkül támogatják a határozatot. „Távolmaradásunk semmiképp sem magyarázható semleges nézőponttal.”

## Líbiai válasz
Moammer Kadhafi kormány 2011. március 18-án 12:45-kor bejelentette, hogy azonnal megkezdik a katonai műveletek felszámolását. Ennek ellenére egy misztrátai arról számolt be az Al Jazeera televíziónak, hogy a tűzszünet bejelentése ellenére a kormány csapatai szakadatlanul lövik a várost.

## Alkalmazása
A hadműveletek 2011. március 19-én kezdődtek meg, mikor francia légi felderítők próbarepüléseket végeztek Líbia felett. A hírek szerint az Amerikai Egyesült Államok Haditengerészetének hadihajói a líbiai légvédelem bombázására készültek. A BBC News 2011. március 19-én 16:45-kor arról számolt be, hogy francia katonák lőttek egy líbiai katonai szállító járművet. Az USA katonai hadműveletét Odyssey Dawnnak, nevezte el. A támadások elején az amerikai haditengerészet Tomahawk típusú robotrepülőgépeket indított útnak a líbiai partoknál állomásozó tengeralattjárókról.

## Külső hivatkozások
- UN Security Council Resolution 1973 (2011) on Libya – full text – The Guardian
- UN Security Council – Resolution 1973 (2011) – PDF (accessed 2011-03-19)
- UN Security Council's Press Release on Resolution 1973 (2011) (accessed 2011-03-19).
- Analysis of resolution – BBC News